# قائمة الدول والمناطق متعددة اللغات
هذه قائمة غير مكتملة بالمناطق التي تعرف بأنها متعددة اللغات سواء على النطاق المجتمعي أو المستوى الفردي.
يوجد حتما فارق بين المجتمع ثنائي اللغة والفرد ثنائي اللغة. فالعديد من الدول مثل روسيا البيضاء، بلغاريا، كندا، الهند، أيرلندا، جنوب إفريقيا وسويسرا، وهي دول متعددة اللغات بشكل رسمي، قد تحتوي على العديد من اللغات التي يتم التحدث بها بين سكانها. على الوجه المقابل، الدول ذات اللغة الواحدة، مثل فرنسا قد تتضمن عددا كبيرا من السكان متعددي اللغة. بعض الدول لها لغات رسمية واحدة ولكنها كذلك تحتوي على لغات رسمية إقليمية ومحلية، ولاسيما البرازيل، الصين، المكسيك، روسيا، أسبانيا، وتايوان.

## إفريقيا
المغرب: العربية الأمازيغية
 الجزائر: العربية الأمازيغية

## إفريقيا الوسطى
- الكاميرون: اللغة الإنجليزية والفرنسية (بشكل رسمي) + اللغة الكاميرونية البدجينية (Cameroonian Pidgin). وكذلك العديد من اللغات العرقية والقبلية وتؤخذ اللغة الكانورية كمثال على ذلك. كما أن بعض السكان يستطيعون تحدث الألمانية والبرتغالية والأسبانية بطلاقة.
- جمهورية إفريقيا الوسطى: الفرنسية والسانغوية (رسمياً) وخمسون لغة إفريقية أخرى.
- تشاد: العربية والفرنسية (رسمياً) + أكثر من مئة لغة أفريقية.
- جمهورية الكونغو الديمقراطية: الفرنسية (رسمياً) + اللينغالية، الكونجو، السواحلية ولغة تشيلوبا (لغات محلية) + 238 لغة أخرى.
- غينيا الاستوائية: الأسبانية + الفرنسية + البرتغالية وبعض اللغات الأخرى.
- جمهورية الكونغو: الفرنسية (رسمياً) + لينغالا ولغة كيتوبا كلغات محلية + لهجات أخرى بما في ذلك الكيكونغو وكيتوبا (كيكونغو كريول)

## شرق إفريقيا
- بوروندي: الكيروندية (محلية ورسمية) + الإنجليزية والفرنسية (رسميا).
- كينيا: الإنجليزية (رسمياً) والسواحلية (محليا ورسمياً) + لغات أخرى.
- رواندا: الإنجليزية، الفرنسية، السواحلية وكذلك الكينياروندا (بشكل شبه رسمي حيث تعد الكينياروندا لهجة محلية).
- سيشل: الإنجليزية، الفرنسية والسيشيلية (بشكل شبه رسمي).
- تنزانيا: السواحلية (محلية) + الإنجليزية والعديد من اللغات الأخرى الإنديجيزية.
- أوغندا: الإنجليزية (رسمياً)، السواحلية (اللغة الرسمية الثانية)+ العربية، لوجاندا + لغات أخرى.

## القرن الأفريقي
- جيبوتي: العربيّة، فرنسيّة (رسميًا)[1]+ الصومالية والعفارية.
- إرتريا: لا توجد بها لغة رسمية، ولكن بها أسرتان لغويتان مهيمنتان هما: الأسرة السامية (العربية، التغيرية، تجرية وتهركية) والأسرة الكوشية (باجة وساهو)
- إثيوبيا: أمهرية (الرسمية)؛ لغة الأورومو، التغرينية، الصومالية، العفارية، وغيرها من اللغات الكوشية والسامية.
- الصومال: الصومالية (الرسمية) والعربية (كثاني لغة رسمية).

## شمال إفريقيا
- المغرب: العربية + الامازيغية (رسمية). اللهجة المغربية، اللهجة الحسانية (تظهر في وسائل الإعلام)، الفرنسية، الأسبانية والإنجليزية (في التعليم والأعمال التجارية).
- الجزائر: العربية +الأمازيغية (اللغتان الرسميتان والمحليتان بموجب الدستور)+ الفرنسية (وسائل الإعلام، التعليم، والأعمال التجارية)
- مصر: العربية (اللغة الرسمية) + اللهجة المصرية، الإنجليزية والفرنسية.
- ليبيا: العربية (الرسمية) + الإيطالية والإنجليزية.
- موريتانيا: العربية (الرسمية والمحلية) + إضافة إلى اللهجات المحلية الأخرى.
- السودان: العربية والإنجليزية (لغات العمل الرسمية) + اللغات الأفريقية الأصلية.
- جنوب السودان: العربية والإنجليزية
- تونس: اللغة العربية الفصحى الحديثة (رسمياً) + اللهجة التونسية، الفرنسية، الأمازيغية، والإنجليزية.

## جنوب إفريقيا
- أنغولا: البرتغالية (اللغة الرسمية) + كوكوي (Cokwe)، كيكونغو (Kikongo)، أوشيوامبو (Oshiwambo)، و 34 لغة أفريقية أخرى للسكان الأصليين[2]
- بوتسوانا: الإنجليزية، تسوانا (Tswana)، كالانغا (Kalanga)، خوي (Khoi)، هيريرو (Herero)، الأفريكانية (Afrikaans)، ناما (Nama)، سان (San)، نديبيل (Ndebele)، لغة الإشارة و 21 لغة أخرى.[3]
- جزر القمر: العربية، القمرية (Comorian)، الفرنسية (اللغة الرسمية)[4] اللغات الهندية والصينية.
- ليسوتو: اللغة السوتية  والإنجليزية.[5]
- مدغشقر: الفرنسية واللغة الملغاشية.[6]
- مالاوي: لغة الشيشيوا (اللغة الفعلية للهوية الوطنية) والإنجليزية (لغة العمل الوطنية القانونية).[7]
- موريشيوس: الإنجليزية (الرسمية، الوطنية) والفرنسية (الإدارية، الوطنية)، لغة كريولية موريشية (لغة تواصل مشتركة)، الهندية، الماندرين، لغة تاميلية، لغة الهاكا، الأردية، المراثية، لغة بوجبورية والعربية.
- موزمبيق: البرتغالية (اللغة الرسمية) و43 لغة أفريقية أخرى للسكان الأصليين ges[8]
- ناميبيا: الإنجليزية (اللغة الرسمية) + الألمانية، لغة أفريقانية (Afrikaans)، أوفامبو (Ovambo) (اللغات الإقليمية المعترف بها)[9]
- جنوب إفريقيا: لغة أفريقانية، الإنجليزية، نديبيلي، لغة سوثو الشمالية، لغة سوتية، لغة تسوانية، لغة سوازي، لغة تسونجا، لغة فيندية، لغة كوسية، لغة زولوية، لغة الإشارة، لغة خوي (Khoi)، لغة ناما (Nama) ولغة سان (San).[10]
- إسواتيني: الإنجليزية ولغة سوازي.[11]
- زيمبابوي: التشيوا (Chewa)، التشيباروي (Chibarwe)، الإنجليزية، الكالانغا (Kalanga)، الكويزان (Koisan)، النامبيا (Nambya)، النداو (Ndau)، النديبيلي (Ndebele)، الشانغاني (Shangani)، الشونا (Shona)، لغة الإشارة، السوثو (Sotho)، التونغا (Tonga)، التسوانا (Tswana)، الفيندا (Venda) والشوسا (Xhosa) (المعترف بها رسمياً).[12]
- زامبيا: بيمبا، لغة الشيشيوا، التونغا (Tonga)، اللوزي (Lozi)، اللوندا (Lunda)، الكاوند (Kaonde)، اللوفال (Luvale)، الإيلا (Ila)، المامبوي (Mambwe)، الناموانغا (Namwanga)، التومبوكا (Tumbuka)، الأوشي (Aushi)، اللينج (Lenje)، اللالا (Lala) واللامبا (Lamba)، و57 لغة أخرى (72 لغة في مجموعها).[13]

## غرب إفريقيا
- بنين: الفرنسية (الرسمية) + العديد من اللغات المحلية الأخرى مثل اليوربا والسونغاي (تحديدا دندي)
- بوركينا فاسو: الفرنسية (الرسمية)+ الديولية (لغة محلية) + بالإضافة إلى لغات إقليمية سودانية.
- الرأس الأخضر: الرتغالية
- ساحل العاج: الفرنسية (الرسمية) + اللغة الديولية و60 لغة إقليمية أخرى.
- غامبيا: الإنجليزية (الرسمية) + المندنكا، الولوفية، الفولانية ولغات أخرى.
- غانا: الإنجليزية (الرسمية) + الأكانية، وأكثر من سبعين لغة أخرى.
- غينيا: الفرنسية (الرسمية) + لغات أخرى من بينها الفولانية.
- غينيا بيساو: البرتغالية (الرسمية) + لغات إقليمية.
- ليبيريا: الإنجليزية (الرسمية) + 20 لغة إفريقية أخرى.
- مالي: الفرنسية (الرسمية) + البمبرية (الأكثر انتشاراً) + الفولانية + السونغاي (تحديدا الدندي). يتم استخدام كذلك 11 لغة  كوسيلة للتعليم في المدارس الابتدائية.
- النيجر: الفرنسية (الرسمية) + الهوسية (يتحدث بها نصف السكان) + السونغاي (تحديدا لغة زرمة)
- نيجيريا: الإنجليزية (الرسمية) + لغة اليوربا، الهوسية، الإيجبو في البرلمان (كل من هذه اللغات يفوق عدد متحديثيها 20 مليون على حدا) + 529 لغة إفريقية أخرى (بعض هذه اللغات يفوق عدد متحدثيها المليون) + بيدجن.
- السنغال: الفرنسية (الرسمية) + الولوفية (الأكثر انتشاراً) + الفولانية، بالإضافة إلى لغات محلية أخرى + لغات إفريقية أخرى
- توغو: الفرنسية (الرسمية) + لغات أخرى.

## الأمريكتان

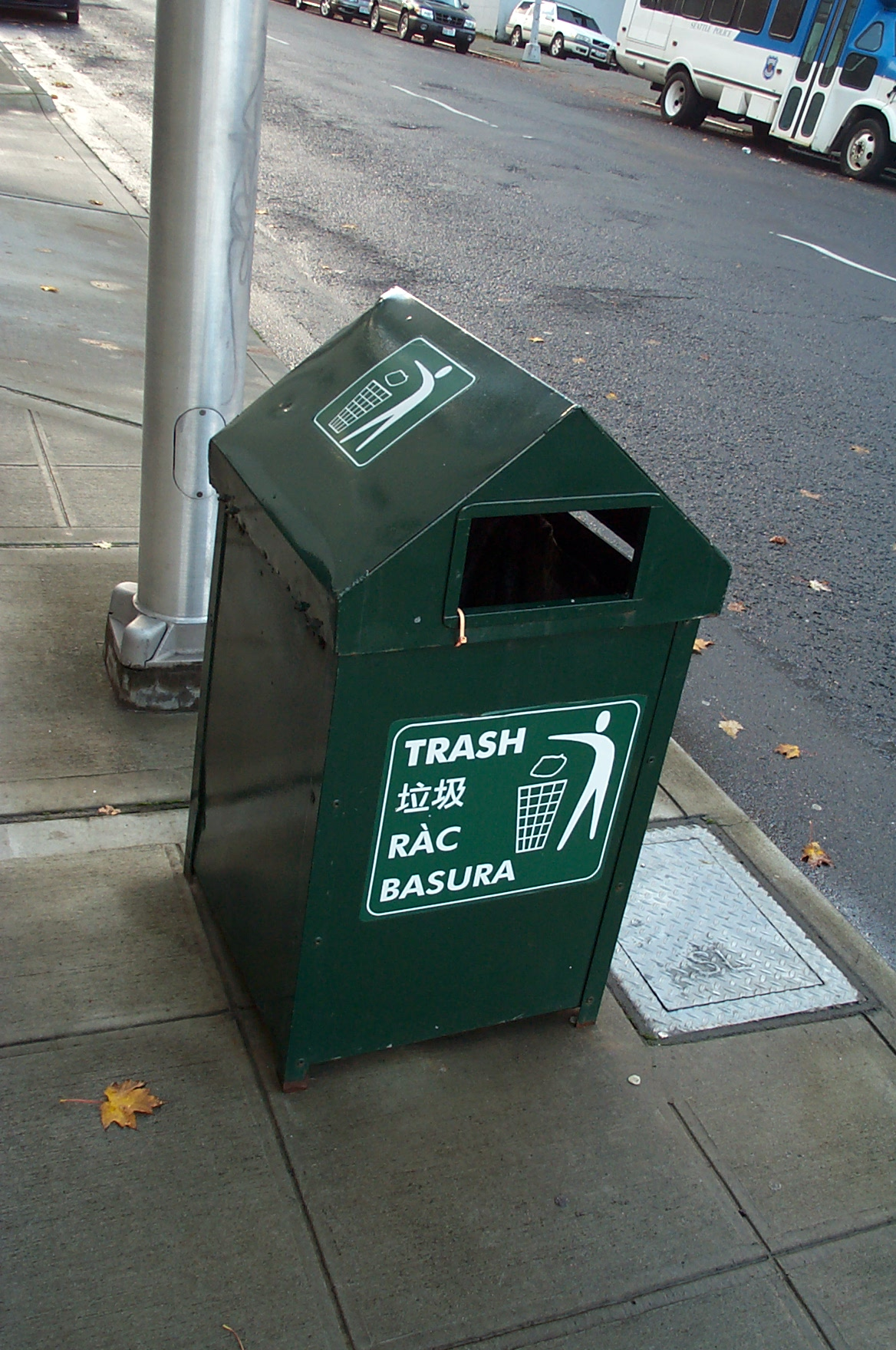
سلة مهملات في سياتل كتب عليها بأربع لغات: الإنجليزية والصينية (垃圾) والفيتنامية (rác) والإسبانية. يستخدم التغالوغ أيضا الكلمة الإسبانية.

- الأرجنتين: لديها العديد من الجماعات العرقية من الأوروبيين (وخاصة اللغة الويلزية في باتاغونيا)، الآسيويين والسكان الأصليين لأمريكا (الهنود الحمر)، الذين يتكلمون لغاتهم الخاصة،[صف بدقة] ولكن الإسبانية هي اللغة الرسمية الوحيدة في البلاد.
- أروبا: البابيامنتو والهولندية هي اللغات الرسمية، كما يتم التحدث بالإسبانية والإنكليزية على نطاق واسع. يتم تدريس جميع اللغات الأربع في المدارس.[14]
- بليز: الإنجليزية والإسبانية ولغات المايا لها بعض الاستخدامات الرسمية [بحاجة لمصدر], على الرغم من أن الحكم البريطاني أكد على الإنجليزية لتكون الأكثر استخداما للأغراض رسمية بالرغم من أن الغالبية يتحدث الإسبانية.
- بوليفيا: هي رسميًا متعددة اللغات، تدعم الإسبانية و36 لغة وطنية للسكان الأصليين.[15]
- البرازيل: البرتغالية (الرسمية) وما قد يصل إلى 100 لغة يتم التحدث بها بشكل رئيسي في المناطق المدنية (الأوروبية والآسيوية) واللغات الأصلية للسكان الأصليين في منطقة الأمازون. ويحفظ الدستور استخدام لغات الشعوب الأصلية في التعليم الابتدائي.[16]
  - إسبيريتو سانتو: الألمانية والبوميرانية الشرقية (East Pomeranian) معترف بها من قبل الدستور كجزء من التراث الثقافي للدولةge[17]

- تعتبر  كندا رسمياً دولة ثنائية اللغة وذلك بموجب قانون اللغات الرسمية والدستور الكندي وذلك يتطلب من الحكومة الفيدرالية تقديم الخدمات باللغتين الرسميتين. بالإضافة إلى ذلك، فإن حقوق لغات الأقليات محفوظة حيث تشير الأرقام أن 56.9% من السكان يتحدثون الإنجليزية كلغة أولى بينما 22.9% يتحدثون الفرنسية كلغتهم الأم. وينتمي السكان الباقون إلى بعض المهاجرين في كندا أو إلى السكان الأصليين. انظرثنائية لغوية رسمية في كندا.  
  - يوجد في المقاطعة الكندية  نيو برنزويك، نسبة كبيرة من السكان الأكاديين (33% يتحدثون الفرنسية) لذا تعد تلك المقاطعة رسميا ثنائية اللغة.
  - مقاطعة  كيبك الكندية، (7.9% يتحدثون الإنجليزية) ملاحظة: على الرغم من وجود عدد كبير نسبيا من السكان الناطقين باللغة الإنجليزية في كيبيك، لكن الفرنسية هي اللغة الرسمية الوحيدة لحكومة المقاطعة. وفي نفس الوقت، من المتوقع أن تكون هناك وظائف معينة في مجال التعليم للغة الإنجليزية، واللغات الأمريكية الهندية، وإينوكتيتوت، وبعض الوظائف في الأنشطة التشريعية والقضائية - للغة الإنكليزية ([48]). تتوفر العديد من الخدمات الحكومية  باللغتين الإنجليزية والفرنسية.. [بحاجة لمصدر]
  - وهناك أيضاً أقليات تتحدث باللغة الفرنسية في مقاطعات مانيتوبا ونوفا سكوشا وأونتاريو وجزيرة الأمير إدوارد. وعلى الرغم من أن هذه المقاطعات ليست ثنائية اللغة رسميًا فإنها توفر عددا من الخدمات باللغة الفرنسية"The Aboriginal Languages Recognition Act". gov.mb.ca. فبراير 2015. مؤرشف من الأصل في 2019-05-25., يوجد في أونتاريو قانون خاص بخدمات اللغة الفرنسية ومانيتوبا - سياسة خدمات اللغة الفرنسية،[20] فضلا عن قانون خاص بشأن الاعتراف بسبع لغات للسكان الأصليينes[21]
  - نونافوت هي أراضي الكندية  يبلغ عدد سكانها 85٪ إنويت. وطبقا لقانون اللغات الرسمية، فإن لغاتها الرسمية هي الإنويت والإنجليزية والفرنسية.[22]
  - الأقاليم الشمالية الغربية بها العديد من اللغات الرسمية مثل الإنجليزية، الفرنسية والإنكتيتوتية.
  - يسمح في يوكون باستخدام لغات يوكون في الجمعية التشريعية، بجانب اللغتين الفرنسية والإنجليزية.
  - وفي العديد من مجتمعات الأمم الأولى في كندا في المناطق الأكثر عزلة، يتم الاحتفاظ بلغات الشعوب الأصلية.و يتم قبول اللغة الإنجليزية والفرنسية في المجتمع.[بحاجة لمصدر]
  - وفي التعداد الكندي الذي أجري في عام 2006، أتيحت المعلومات والأسئلة ب62 لغة مختلفة، متضمنة 18 لغة من لغات الأمم الأولى.
- الجزر الكاريبية الهولندية — الهولندية (الشاملة)، الإنجليزية (سينت أوستاتيوس وسابا) وبابيامنتو (بونير)[23]
- تشيلي تستخدم اللغة الإسبانية بشكل فعلي كلغة رسمية، ولكن لا يوجد قانون يعلن الرسمية. يجيز قانون السكان الأصليين الذي صدق عليه في عام 1992 الاستخدام الرسمي لأربع لغات للسكان الأصليين: الأيمرية، والمابودونغون (Mapudungun)، والكتشوا، ورابا نوي (Rapa Nui) (جزيرة إيستر في بولينيزيا) داخل مجتمعات السكان الأصليين والمناطق ذات الكثافة السكانية المحلية العالية.[24] في الجزء الجنوبي، هناك عدد كبير من السكان الناطقين بلغتين أحدهما اللغة الألمانية .
- كولومبيا اللغة الرسمية هي الإسبانية. لغات المجموعات العرقية رسمية في أراضيها.[25] 
الإنجليزية لغة مشاركة رسمية في سان أندريس وبروفيدنسيا.[26]
- كوراساو: البابيامنتو، الهولندية والإنجليزية هي اللغات الرسمية.[27]
- وتحدد  الإكوادور اللغة الإسبانية كلغتها الرسمية، ولكن الإسبانية، والكيشوا، والشوار (Shuar) تستخدم كلغات رسمية للتواصل بين الثقافات في المادة الثانية من دستور عام 2008.[28]
- في  غواتيمالا، اللغة الرسمية هي الإسبانية، ومع ذلك، هناك 23 لغة من لغات المايا. وتعتبر لغات المايا وغاريفونا (Garifuna) وشينكان (Xincan) عناصر أساسية للهوية الوطنية.[29]
- غيانا، الإنجليزية (اللغة الرسمية)، الهندية، الصينية، لغات السكان الأصليين، ومجموعة صغيرة ناطقة باللغة البرتغالية. ويأمر قانون الهنود الأمريكيين مجلس التوشاوس الوطني (National Toshaos Council) بتعزيز الاعتراف باللغات الأميركية الهندية (لغة السكان الأصليين) واستخدامها.[30]
- هايتي: الكريولية والفرنسيةench[31]
- هندوراس: الإسبانية هي اللغة الرسمية، على الرغم من أن اللغة الإنجليزية الأفريقية الكاريبية، الغاريفونا ولغات السكان الأصليين يمكن العثور عليها في الضواحي الريفية من البلاد.
- المكسيك: تعترف الحكومة بـ62 لغة من لغات الشعوب الأصلية، بما في ذلك الناواتل يتحدث بها أكثر من 1.5 مليون شخص جنبا إلى جنب مع الإسبانية. وتعترف بلغات الشعوب الأصلية كلغات وطنية في المناطق التي يتم التحدث بهاn[32] لا توجد لغة رسمية على المستوى الاتحادي، على الرغم من أن الإسبانية هي لغة الدولة الفعلية.
  - في يوكاتان (Yucatán) اليوكاتيك مايا هي اللغة معترف بها في دستور الدولةn[33]
  - في دستور ولاية واهاكا، أدرج 15 مجتمعًا للسكان الأصليين. ينص على استخدام معين للغاتهم في التعليم وإجراءات المحاكم.[34]
  - وفي دستور ولاية كامبيتشي، ينص على استخدام لغات السكان الأصليين في المحاكم وتعليمهم في المدارسfor[35]
  - في دستور ولاية كينتانا رو، يتم استخدام لغات السكان الأصليين في المحاكم والتعليم؛ كما يتم نشر القوانين بلغة الماياge[36]
  - دستور ولاية تشيهواهوا (Chihuahua)، ينص على استخدام لغات السكان الأصليين في المحاكم، والتعليم، والرعاية الصحية، والمعلومات التي تنشرها الحكومةfor[37]
  - دستور ولاية تشياباس، ينص على استخدام لغات السكان الأصليين في المحاكم والتعليمfor[38]
- في  نيكاراغوا، مع أن اللغة الإسبانية هي اللغة الرسمية المنطوقة على نطاق واسع (حوالي 95٪، وفقا لبعض المصادر)، هناك لغات أخرى بحكم الواقع مثل الكريول، الميسكيتو (Miskitu)، الراما (Rama) والمايانغنا (Mayangna) (سومو) في مجتمعاتهم اللغوية الخاصة بهم. ووفقا للدستور، ينبغي استخدام لغات ساحل المحيط الأطلسي رسميا في الحالات التي ينص عليها القانون.[39]
- باراغواي، 48٪ من سكانها ثنائي اللغة، الغوارانية والإسبانية (اللغتان الرسميتان للجمهورية)،lic[40]), منهم 37٪ يتحدثون فقط الغوارانية و 8٪ يتحدثون فقط الإسبانية ولكن تزداد نسبة التحدث بالإسبانية مع استخدام جوبارا. كما توجد مستعمرة ألمانية كبيرة في منطقة غران تشاكو..Nancy Morris (February 2015). "puerto+rico"+official+language+1993 Puerto Rico: Culture, Politics, and Identity. Praeger/Greenwood. ص. 62. ISBN:0275952282. مؤرشف من الأصل في 2020-01-09. {{استشهاد بكتاب}}: تحقق من التاريخ في: |سنة= لا يطابق |تاريخ= (مساعدة)تحقق من التاريخ في: |year= / |date= mismatch (مساعدة)
- اللغات الرسمية في  بيرو هي الإسبانية، وفي بعض المناطق تغلب الكيشوا، الأيمارا، وغيرها من اللغات الأصلية.[41][42] بالإضافة إلى ذلك، يوجد في بيرو مجتمع كبير من المهاجرين، لا يحتفظ سوى القليل منهم بلغاتهم. من ضمنهم، اليابانية والصينية (اللهجة الكانتونية)، على سبيل المثال وبأعداد أقل، الألمانية (وسط الأنديز) والإيطالية والمتحدثين باللغة العربية، والمتحدثين بالأردية ممن احتفظوا بلغاتهم الأم في بيرو. العربية والأردية كانت نتاج الموجة الأخيرة من المهاجرين من فلسطين وباكستان. وفي الآونة الأخيرة أيضا كان للإنجليزية تأثير كبير من قبل عدد من السياح والسكان الأمريكيين والبريطانيين.
- اللغات الرسمية ل بورتوريكوages[43] ولغات السلطة التشريعيةlegislature[44] هي الإسبانية والإنجليزية، ولكن ذكر أن 85 في المئة من سكانها لا يتحدثون الإنجليزية «بشكل جيد للغاية.» [بحاجة لمصدر]
- في  سورينام، الهولندية، السرانان (Sranan)، والإنجليزية يتحدث بها الجميع تقريبًا. بالإضافة إلى ذلك، يتحدث بالصينية ومختلف اللغات الهندية.
- في  الولايات المتحدة، على المستوى الاتحادي، لا توجد لغة رسمية، على الرغم من أن هناك جهوداً لجعل اللغة الإنجليزية اللغة الرسمية. إن استخدام العديد من اللغات في العملية الانتخابية في ظل ظروف معينة منصوص عليها في القانون الاتحادي، بما في ذلك الإسبانية في ولايات فلوريدا وكاليفورنيا وتكساس بأكملها.[45]
  - ولدى ولاية كاليفورنيا الأمريكية قانون خدمات ديمالي-ألاتور (Dymally-Alatorre) ثنائي اللغةAct[46] مما يتطلب من الوكالات الحكومية والمحلية التي تخدم «عددا كبيرا من الأشخاص غير الناطقين باللغة الإنجليزية» توظيف «موظفين مؤهلين بلغتين» وترجمة بعض الوثائق إلى لغات العملاء.[47]
  - توفر ولاية نيو مكسيكو الأمريكية ضمانات معينة لاستخدام الإسبانية، جنبا إلى جنب مع اللغة الإنجليزية، في دستورهاn[48] والقوانين الانتخابية.[49] وتنص قوانين الولاية أيضاً على استخدام اللغات الإسبانية واللغة الأصلية في التعليمucation [50]
  - توفر ولاية نيويورك الأمريكية ترجمة الوثائق الحيوية والترجمة الفورية إلى ست لغات إلى جانب اللغة الإنجليزية.[51]
  - ولاية تكساس الأمريكية تنص في قانونها بترجمة بعض المعلومات على مواقع الوكالة إلى الإسبانية sites[52]
  - وقد كلفت ولاية لويزيانا الأمريكية برنامج الخدمات اللغوية الفرنسية للويزيانا وإدارة الثقافة والترفيه والسياحة للعمل بتوفير خدمات الخدمات الحكومية باللغة الفرنسيةle[53] كما يسمح صراحة باستخدام الفرنسية في الإجراءات القانونية ونشر الوثائق الرسمية.[54]
  - وادي نهر سانت جون في ولاية ماين الأمريكيةMaine[55][56][57][58] وبعض المناطق في فيرمونتnt[59][60] هي ثنائية اللغة بشكل غير رسمي (بحكم الأمر الواقع) باللغتين الإنكليزية والفرنسية.
  - ولاية هاواي الأمريكية هي ثنائية اللغة رسميًا، باللغتين اللغة الإنجليزية ولغة هاواي.[61]
  - وتعترف ولاية ألاسكا الأمريكية رسميا بالإنكليزية واللغات الأصلية العشرون للسكان الأصليون في ألاسكا: لغات إنوبياق (Inupiaq)، سيوبيريا يوبيك (Siberian Yupik)، وسط ألاسكان يوبايك (Central Alaskan Yup'ik)، ألوتيق (Alutiiq)، أونانغا (Unanga)، ديناينا (Dena'ina)، ديغ شيناغ (Deg Xinag)، هوليكاتشوك (Holikachuk)، كويوكون (Koyukon)، كوسكوكو العليا (Upper Kuskokwim)، غويتشين (Gwich'in)، تانانا (Tanana)، تانانا العليا (Upper Tanana)، تاناكروس (Tanacross)، هان (Hän)، أهتنا (Ahtna)، إياك (Eyak)، تلينجيت (Tlingit)، هيدا (Haida) وتسيمشيان (Tsimshian).[62]
  - ثلاثة أقاليم أمريكية هي أيضا ثنائية اللغة: ساموا الأمريكية (لغة الساموا والإنجليزية),[63][64] وبورتوريكو (الإسبانية والإنكليزية). وينص قانون غوام على التعليم الثنائي اللغة (الإنكليزية والشامورو).[65] أحد الأراضي الأمريكية ثلاثية اللغة:  جزر ماريانا الشمالية (الإنجليزية والشامورو والكاروليني).[66]
  - في الولايات المتحدة، الولايات التي وصل إليها مؤخرا عدد كبير الناطقين باللغة الإسبانية مثل كاليفورنيا ونيفادا وأريزونا وكولورادو وفلوريدا غالبا ما توفر الخدمات الحكومية على مستوى البلديات بالإسبانية وكذلك الإنجليزية. على سبيل المثال، في ولاية فلوريدا، تعترف هيالياه (Hialeah) باللغتين الإنجليزية والإسبانية بينما تعترف ميامي باللغتين الإنجليزية والإسبانية كلغات حكومية رسمية.
  - بعض جماعات الهنود الحمر في الولايات المتحدة بدأت في استخدام اللغات الأصلية لدولهم القبلية، ولكن اللغة الرسمية لجميع الجماعات هي الإنجليزية. وتشمل اللغات الأصلية الأكثر شيوعا تشوكتاو (Choctaw)، شيروكي (Cherokee)، نافاجو (Navajo)، مسكوجي (Muscogee)، لاكوتا-سيوكس (Lakota-Sioux) وإيروقويان (Iroquoian).
- الأوروغواي: لديها أقلية ناطقة باللغة الإيطالية كبيرة كما تتقن الإسبانية. وتتميز حدودها مع البرازيل بحضور مختلط باللغة البرتغالية.[بحاجة لمصدر]
- وقد أعلنت  فنزويلا اللغة الإسبانية اللغة الرسمية لها، في حين أن هناك بعض اللغات الأوروبية والعربية التي يتم التحدث بها في المناطق الحضرية، والهجات الكاريبية الإنجليزية في منطقة البحر الكاريبي واللغات الأصلية التي يتحدث بها في قسم غوايانا. كما أن استخدام اللغات الأصلية له وضع رسمي للشعوب الأصليةeoples[67]

## آسيا
- في أفغانستان، اللغة البشتوية واللغة الدرية (الفارسية الأفغانية) هي اللغات الرسميةl[68] والأكثر استخدامًأ على نطاق واسع. وتشمل اللغات الثانوية الأخرى الأوزبكية والتركمانية والبلوشية والباشايي (Pashayi) والنورستاني (Nuristani) (الأشكونو (Ashkunu) والكامكاتا فيري (Kamkata-viri) والفاسي فاري (Vasi-vari) والتريغامي (Tregami) والكالاشا ألا (Kalasha-ala)) والباميري (Pamiri) (الشوغني (Shughni) والمونجي (Munji) والإيشكاشيمي (Ishkashimi) والوخي (Wakhi)) والبراهوية  والهيندكوية (Hindko) والقيرغيزية.[69]
- البحرين: اللغة العربية هي اللغة الرسمية، واللغة الإنجليزية هي ثاني أكثر لغة استخدامًا ودراسة، وخاصة في مجال التعليم والعلاقات الدولية ووسائل الإعلام. بالإضافة إلى ذلك، الفارسية والأوردو يتم التحدث بها على نطاق واسع. [بحاجة لمصدر]
- بروناي: الماليزية (الرسمية) والإنجليزيةh[70]
- كمبوديا: الخميرية هي اللغة الرسمية، ولكن اللغة الفرنسية يتحدث بها أقلية وتستخدم أحيانا في الحكومة والتعليم. [بحاجة لمصدر]
- في الصين، لغة الماندرين الصينية (Putonghua) هي اللغة الرسمية ويتم التحدث بها في جميع المناطق. ويتم استخدامها للأغراض الرسمية، من قبل وسائل الإعلام، وفي التعليم كلغة التدريس. ومع ذلك، الكتابة على الأوراق النقدية تكون بكل من الماندرين (هان) والمنغولية والتبتية (Tibetan) والأويغور (Uyghur) والتشوانغ (Zhuang).[71] في كل منطقة وإقليم، يتم التحدث لغات صينية محلية متنوعة في الحياة اليومية. وتتنوع من كونها مشابهة تماما لبوتونغوا، مثل لهجة تيانجين، لتلك التي هي غير مفهومة بالتبادل مع البوتونغهوا مثل الجيانغسو والتشجيانغ وشنغهاي لهجة (وو) أو قوانغتشو لهجة (الكانتونية). وفي المناطق المتمتعة بالحكم الذاتي، تستخدم لغات الأقليات (مثل التبتية في التبتTibet[72] أو المنغولية في منغوليا الداخلية،[73] الأيغور، الكازاخستاني وغيرها في شينجيانغg[74]).
- في هونغ كونغ، الإنجليزية والصينية هي اللغات الرسمية.es.[75] يتم كتابة جميع علامات الطرق بكلتا اللغتين. اللغة الإنجليزية هي اللغة المهيمنة في القضاء وفي التعليم العالي. كانتونية هونغ كونغ هي اللغة الأولى لغالبية السكان، وهي اللغة السائدة في العديد من جوانب الحياة اليومية. في حين أن الكانتونية يتم التحدث بها على نطاق واسع في هونغ كونغ، يتم تدريس الماندرين أيضا في المدارس. درجات الكفاءة في اللغة الإنجليزية والماندرين تختلف من شخص لآخر.
- في ماكاو، كل من الصينية والبرتغالية هي اللغات الرسمية.[76] في حين أن الكانتونية هي الشكل المهيمن من اللغة الصينية، يتم التحدث بالماندارين القياسية (بوتونغوا) أيضًا. يتم تدريس اللغة الصينية في جميع المدارس، في حين يتم تدريس اللغة البرتغالية بشكل رئيسي في المدارس الحكومية. بالإضافة إلى ذلك، يتم تدريس اللغة الإنجليزية أيضا في العديد من المدارس.
- في تيمور الشرقية - التيتوم والبرتغالية هما اللغات الرسمية؛ الإنكليزية والاندونيسية «لغات العمل داخل الإدارة العامة جنبا إلى جنب مع اللغات الرسمية طالما اعتبر ذلك ضروريا»[77]

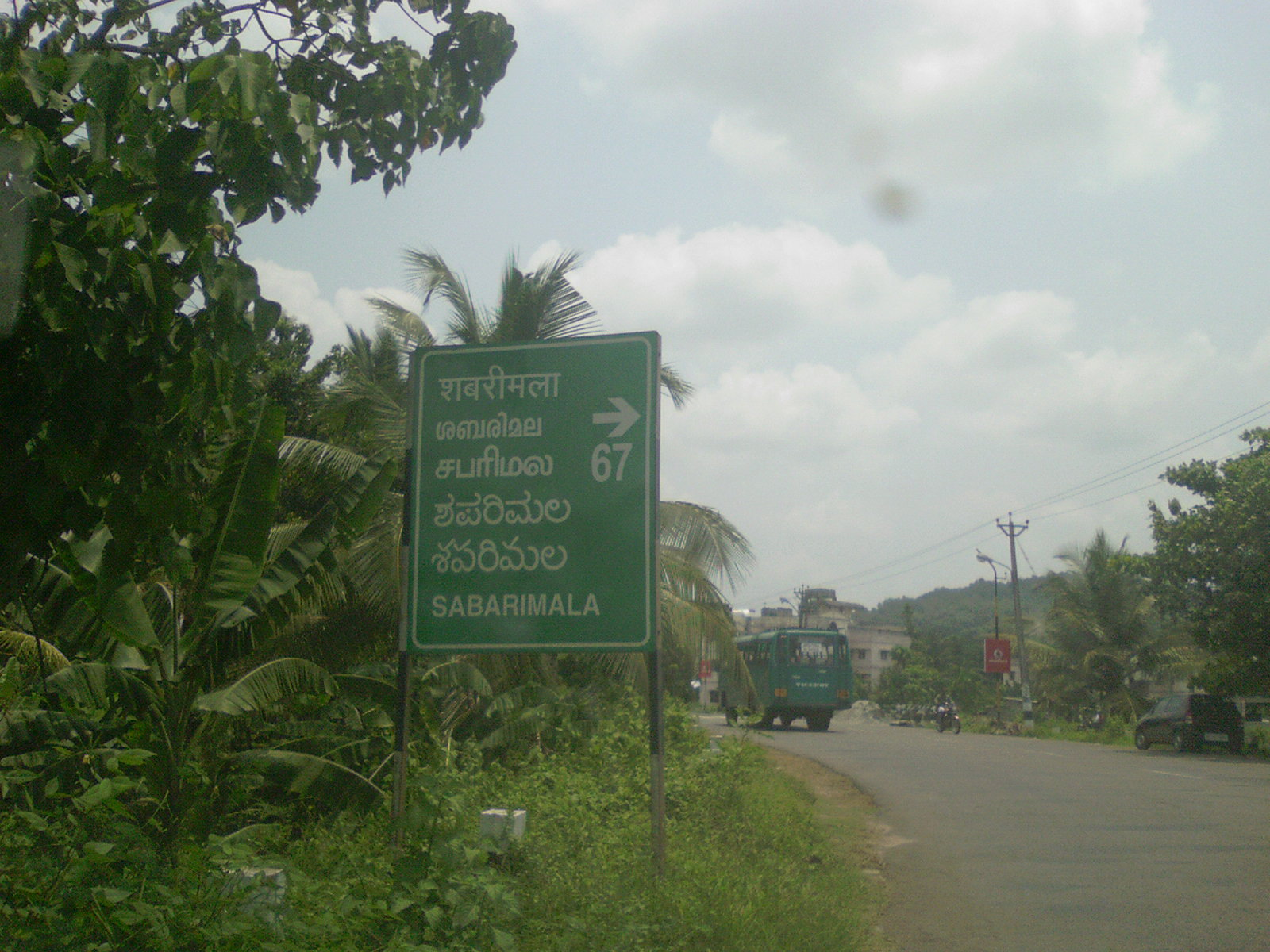
لوحة إشارة تشير إلى الاتجاه إلى ساباريمالا (Sabarimala)، محطة زيارة لمكان مقدس في الهند. يتم الكتابة على اللوحة المتعددة اللغات بالهندية، المالايالامية، التاميل، الكانادا، التيلجو والإنجليزية (بهذا الترتيب، من أعلى إلى أسفل)

- الهند. لوحة إشارة تشير إلى الاتجاه إلى ساباريمالا (Sabarimala)، محطة زيارة لمكان مقدس في الهند. يتم الكتابة على اللوحة المتعددة اللغات بالهندية، المالايالامية، التاميل، الكانادا، التيلجو والإنجليزية (بهذا الترتيب، من أعلى إلى أسفل) هناك 23 لغة رسمية في ولايات وأقاليم الهند (بما في ذلك الهندية والإنجليزية، وهي اللغات ذات الاستخدام الرسمي في الاتحاد كلهon[78]). بشكل أكبر يتم استخدام الهندية، يتحدث بها بنسبة 40٪ من السكان. كما تستخدم اللغة الإنجليزية على نطاق واسع، ولكن بشكل أساسي في المناطق المدنية. عدد كبير من التلاميذ ذوي التعليم الثانوي ثنائيي اللغة - يتحدثون لغتهم الأم، بالإضافة إلى اللغة الإنجليزية، بطلاقة متفاوتة، واللغات تدرس بشكل إلزامي في معظم المدارس والكليات..
- تعد إندونيسيا أكبر دولة ثنائية اللغة في العالم، حيث يتكلم حوالي 200 مليون شخص أكثر من لغة واحدة. يتحدث الإندونيسيون حوالي 746 لغة مختلفة.[79] الجاوية هي اللغة التي لديها معظم المستخدمين من حيث الناطقين بها (حوالي 80 مليون نسمة). لكن من المثير للاهتمام أن اللغة الرسمية (أو ما يسمى ب «لغة الوحدة») هي الإندونيسية التي لا تملك سوى 30 مليون متحدث (بالمقارنة مع تعداد إندونيسيا الذي يبلغ 260 مليون نسمة). دور الإندونيسية مهم لجمع الأعراق واللغات المختلفة في إندونيسيا. وعلى الرغم من أن اللغة الإندونيسية تعتبر اللغة الرسمية الوحيدة في البلاد، فإن الحكومات الإقليمية لها حقوق في إدارة الدراسة باللغات الإقليمية في المدارس. كثير من الناس في إندونيسيا يكونوا ثنائيي اللغة في سن مبكرة. يتحدثون لغة الأم المحلية مع أسرهم في حين أن اللغة الإندونيسية الرسمية تستخدم للتواصل مع الناس من مناطق أخرى ويتم تدريسها في المدارس كمادة إلزامية.
- في إيران، الفارسية هي اللغة الرسمية الوحيدة، ولكن الأذربيجانية (جنبا إلى جنب مع مجموعة منوعة ذات صلة مثل القشقي وكلاج) لديها ما يزيد على 15 مليون متحدث. وتشمل لغات الأقليات الأخرى الكردية والتركمانية والبلوشية. الآشورية يتحدث بها أقلية مسيحية في محيط أورميا. في مقاطعة خوزستان الجنوبية الغربية الإيرانية، يتكلم معظم الناس الفارسية الخوزستانية، العربية الخوزستانية، والفارسية، وأحيانا بالإضافة إلى لغاتهم المحلية مثل اللور، القاشقي، الدوماري أو المانديك .
- في العراق، اللغة العربية هي اللغة الرسمية للدولة، الكردية هي اللغة الرسمية في الشمال حيث يعيش 4 ملايين من الناطقين بها. وينص الدستور على استخدام التركمانية والآشورية والأرمنية في التعليم.[80] كما توجد لغات أخرى بين المجتمعات المسيحية شمال بغداد وحولها، مثل الآرامية.
- في لاوس، اللاو هي اللغة الرسمية، ولكن الفرنسية مفهومة وتستخدم من قبل الحكومة.
- في لبنان، اللغة العربية هي اللغة الرسمية والوطنية. ينص الدستور على شروط استخدام الفرنسية بموجب القانون.[81] العديد من اللبنانيين يجيدون الإنكليزية والفرنسية.الأرمنية هي أيضا لغة تستخدم أساسا في المجتمع الأرمني.[82]
- في ماليزيا، كل الناس تقريبا لديهم معرفة عملية للملايو والإنجليزية.[صف بدقة] الملايو هي اللغة الرسمية في البلاد، جنبا إلى جنب مع اللغة الإنجليزية في ولاية سراوق.[83][84][85] لغة الملايو واللغة الإنجليزية هي مواد إلزامية تدرس في جميع المدارس الحكومية، والإنجليزية هي لغة التدريس للعلوم والرياضيات. يتم التحدث باللغة الصينية (الماندرين) والتاميلية في المجتمعات الصينية والهندية، وهي لغات التدريس في المدارس الابتدائية الصينية والتاميلية.
- في باكستان اللغة الوطنية هي الأردية. وقد سمح للغة الإنجليزية أن تستخدم لأغراض رسمية حتى تتخد الترتيبات لاستبدالها باللغة الأرديةUrdu[86] هناك العديد من اللغات واللهجات الإقليمية (وهذه الأخيرة غالبا ما تكون غير مفهومة من لهجات أخرى من «نفس اللغة»). العديد من الباكستانيين المتعلمين في المدارس الثانوية والكليات يتكلمون بثلاث لغات، وهم قادرون على التحدث باللغة الإنجليزية والأردية وكذلك لغتهم الإقليمية بطلاقة متفاوتة.
- الفلبين: الدستور الفلبيني. يعين الفلبينية كلغة وطنية، واللغة الإنكليزية، كلغات رسمية. ويتم الترويج للغة الإسبانية والعربية بأساس طوعي واختياري.[87] بعض الناس في المناطق التاجالوجية يكونوا ثنائيي اللغة، بينما في المناطق غير التاجالوجية من الشائع أن يكون متعدد اللغات وهي اللغات الفلبينية، الإنجليزية، وواحدة أو أكثر من اللغات الإقليمية، أو كما في حالات أخرى بلغات مثل الإسبانية، مينان (هوكين)، والعربية بسبب عوامل مثل النسب والدين. وتعترف الحكومة بأحد عشر لغة إقليمية كلغات رسمية مساعدة في مناطق كل منها، بينما يتم التحدث بلغات مختلفة بحوالي أكثر من 90 لغة أخرى وبلهجات متنوعة.
- جمهوريات روسيا:
  - بورياتيا - الروسية والبورياتية وهي اللغات الرسميةlanguages[88]
  - جمهورية التاي - الروسية والتاي هي اللغات الرسميةlanguages[89]
  - توفا - الروسية والتيفانية هي اللغات الرسميةguages[90]
  - خاكاسيا - الروسية والخاكاسية هي اللغات الرسميةlanguages[91]
  - جمهورية ساخا - الروسية والسخا هي اللغات الرسميةuages[92]
- سنغافورة: الإنجليزية، الماندرين الصينية، الملايو والتاميلية هي اللغات الرسمية. الملايو هي اللغة الوطنية.[93] اللغة الإنجليزية هي اللغة الرئيسية المستخدمة في سنغافورة.[94]
- سيريلانكا: السنهالية والتاميلية هي اللغات الرسمية. يشار إلى اللغة الإنجليزية كلغة الربط في الدستور.[95] سوريا: العربية والإنجليزية
- روجافا: يحدد دستور المنطقة المستقلة بحكم الأمر الواقع الكردية والعربية والسريانية كلغات رسمية.[96]
- تايوان: الماندرين هي اللغة «الرسمية»، ولكن التايوانية تستخدم عادة من قبل معظم الناس (وخاصة البالغين والشيوخ). في مجتمع الهاكا، يتحدث بعض الناس بثلاث لغات هي الهاكا، الماندرين والتايوانية. ويتم التحدث أيضا بحوالي 10 لغات من قبل السكان الأصليين في الجبل والجزء الشرقي من الجزيرة.[97]
- طاجيكستان: الطاجيكية كلغة الدولة والروسية وهي المعينة كلغة التواصل بين الأعراق في الدستور،[98] يتم التحدث بها على نطاق واسع.[صف بدقة]
- تايلاند: التايلاندية هي اللغة الرسمية الرئيسية والوحيدة في تايلاند. هناك لهجات مختلفة مثل فيتسانولوك، أيوتهايا، سوبان بوري (اللهجة التقليدية)، ثونبوري، ولكن التايلاندية تتأثر بالصينية التايلاندية في بانكوك، ايسان التي تتأثر من لاو وتستخدم على نطاق واسع في المنطقة الشمالية الشرقية، التايلاندية الجنوبية يتحدث بها في المقاطعات الجنوبية، يتحدث بالتايلاندية الشمالية في المقاطعات التي كانت في السابق جزءا من المملكة المستقلة لانا. يتحدث بلغات كارين على طول الحدود مع بورما والخمير بالقرب من كمبوديا (و سابقا في جميع أنحاء وسط تايلاند)، وابلملايو في الجنوب بالقرب من ماليزيا.
- كازاخستان: الكازاخستانية والروسية لديهم وضع رسمي - الكازاخستانية كلغة «الدولة» والروسية بأنها «تستخدم رسميا بالمساواة مع اللغة الكازاكية».[99]
- قيرغيزستان: القيرغيزستانية هي لغة الدولة والروسية «تستخدم بصفتها لغة رسمية».[100]
- الإمارات العربية المتحدة: اللغة العربية هي اللغة الرسمية للبلاد، على الرغم من أن اللغة الإنجليزية هي لغة غير رسمية فهي مقبولة على نطاق واسع كلغة مشتركة لأن أكثر من 89٪ من السكان مهاجرون. كل شخص تقريبا لديه معرفة العمل باللغة الإنجليزية. جميع علامات الطرق مكتوبة باللغتين العربية والإنجليزية. اللغة الإنجليزية هي المهيمنة في التعليم العالي وهي القدرة المطلوبة لمعظم الوظائف المحلية. اللغة الإنجليزية هي مادة إلزامية في جميع المدارس الحكومية وهي لغة التدريس للرياضيات والعلوم.[101]
- في أوزبكستان، يتحدث بالأوزبكية (الرسمية) والطاجيكية والروسية على نطاق واسع. وتستخدام الروسية (جنبا إلى جنب مع الأوزبكية) للوثائق الموثقة والسجلات المدنيةcords[102][103]
  - في قرقل باغستان المستقلة، لغة كاراكالباك هي اللغة الرسمية، جنبا إلى جنب مع الأوزبكية.[104]
- فيتنام: اللغة الفيتنامية هي اللغة الرسمية، واللغة الإنجليزية هي اللغة الثانية الأكثر استخدامًا ودراسة، وخاصة في مجال التعليم، والعلاقات الدولية، ووسائل الإعلام. وبالإضافة إلى ذلك، يتم التحدث بالفرنسية من قبل أقلية صغيرة من الناس والشيوخ حيث كانت تستخدم كثاني أكثر لغة شيوعا.[105]

## المحيط
- .أستراليا - اللغة الإنجليزية الأسترالية هي اللغة الرسمية في أستراليا.  معترف بأوسلان من قبل الحكومة الأسترالية ويتحدث بها العديد من الصم في أستراليا. تبلغ اللغات الأصلية الأسترالية المعترف بها حوالي 290- 363، على الرغم من أن عددا قليلا فقط من السكان الأصليين الأستراليين يتحدثون بهم، بما في ذلك: ويرادجوري، بيتجانتجاتارا، كالاو لاجاو يا، نغانياتجارا، وارلبيري وكريول الأسترالية. وقد اعتمدت العديد من الدوائر والوكالات الحكومية، فضلا عن الخدمات الخاصة، استخدام لغة الماندرين الصينية كلغة ثانية بحكم الأمر الواقع، مما يعكس التعداد السكاني الصيني الكبير والعلاقات التجارية والدبلوماسية القوية مع الصين.
- فيجي - لغة فيجية، الإنجليزية والهندية (رسميا) وهناك لغات أخرى يتم التحدث بها.
- كيريباتي- كيريباتية والإنجليزية (رسميا)، تعد الكيبرباتية الأكثر شيوعا، أما اللغة الإنجليزية فهي اللغة السائدة للنص الدستوري.
- جزر مارشال - المرشالية والإنجليزية (كلاهما رسمي)
- نيو كاليدونيا - الفرنسية واللغات الكانكية.
- نيوزلاندا - يوجد نسبة قليلة من السكان حاصلين على درجة ثنائية اللغات في الإنجليزية والماورية؛ وللغة الإشارة النيوزلندية مكانة رسمية . تعتير الإنجليزية هي اللغة الرئيسية، حيث تفوق نسبة من يجيدون التحدث بها بطلاقة أكثر من 96% من السكان ، واعتبرت اللغة الماروية رسمية منذ عام1987.
- جزر كوك - الماروية والإنجليزية.
- بالاو - اللغات التقليدية البالاوية هي اللغات المحلية. البالاوية والإنجليزية هما اللغتان الرسميتان .
- بابوا غينيا الجديدة - لغة توك بيسين (الرسمية)، الإنجليزية (الرسمية)، هيري موتو (رسمية)، وكذلك حوالي 836 لغة من اللغات المحلية .
- رابا نوي (جزيرة شرقية)- رابا نوي بجانب اللغة الإسبانية التشيليى ة وهما اللغتان الرسميتان لهذه الجزيرة.
- ساموا - الساموية والإنجليزية.
- تونغا - التونغية والإنجليزية (كلاهما رسمي).
- توفالو- التوفالوية والإنجليزية (كلاهما رسمي).
- فانواتو - اللغاة المحلية هي البسلاما، الإنجليزية المبسطة والفرنسية،